# 怯豹蛛
怯豹蛛（学名：Pardosa shyamae）为狼蛛科豹蛛属的动物。分布于印度以及中国大陆的西藏等地，一般生活于草丛。该物种的模式产地在印度。